# جرمی لمونت ساندرز
جرمی لمونت ساندرز (انگلیسی: 2 Pistols؛ زادهٔ ۱۱ ژوئن ۱۹۸۳) موسیقی‌دان اهل ایالات متحده آمریکا است. وی از سال ۲۰۰۶ میلادی تاکنون مشغول فعالیت بوده‌است.